# Apolemia
Genre
Apolemia est un genre de siphonophores géants de la famille des Apolemiidae.

## Description
Ce sont de grands siphonophores allongés, et certaines espèces comme Apolemia uvaria peuvent mesurer jusqu’à 120 mètres de long, ce qui le range parmi les plus grands organismes animaux du monde.
Ces espèces vivent dans les abysses, elles sont donc habituées au noir et au froid. Ce sont des organismes pluricellulaires coloniaux, et chaque organite ayant une fonction particulière, est appelé zoïde.

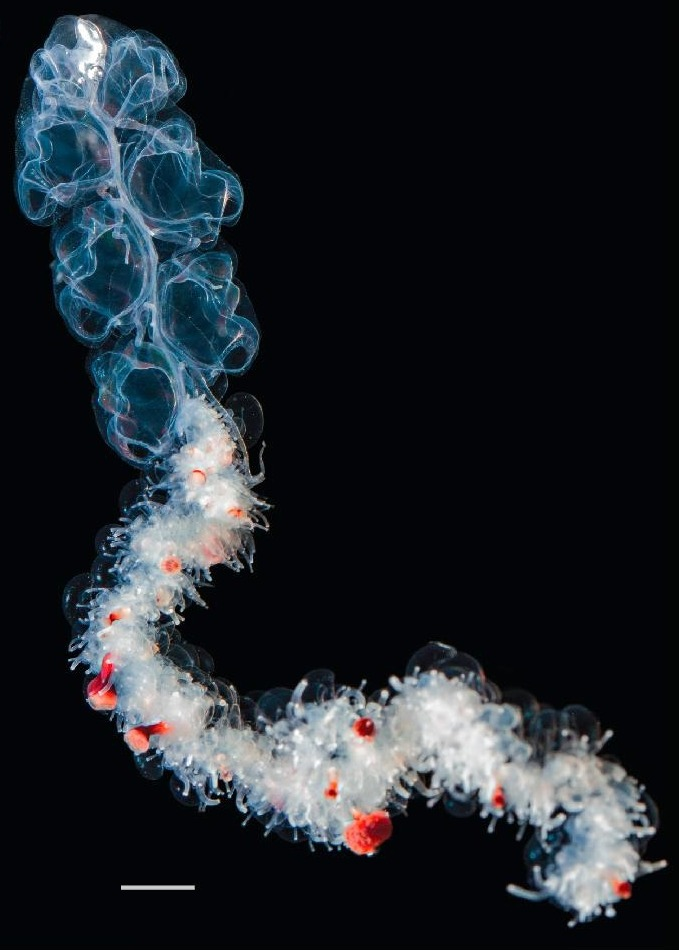
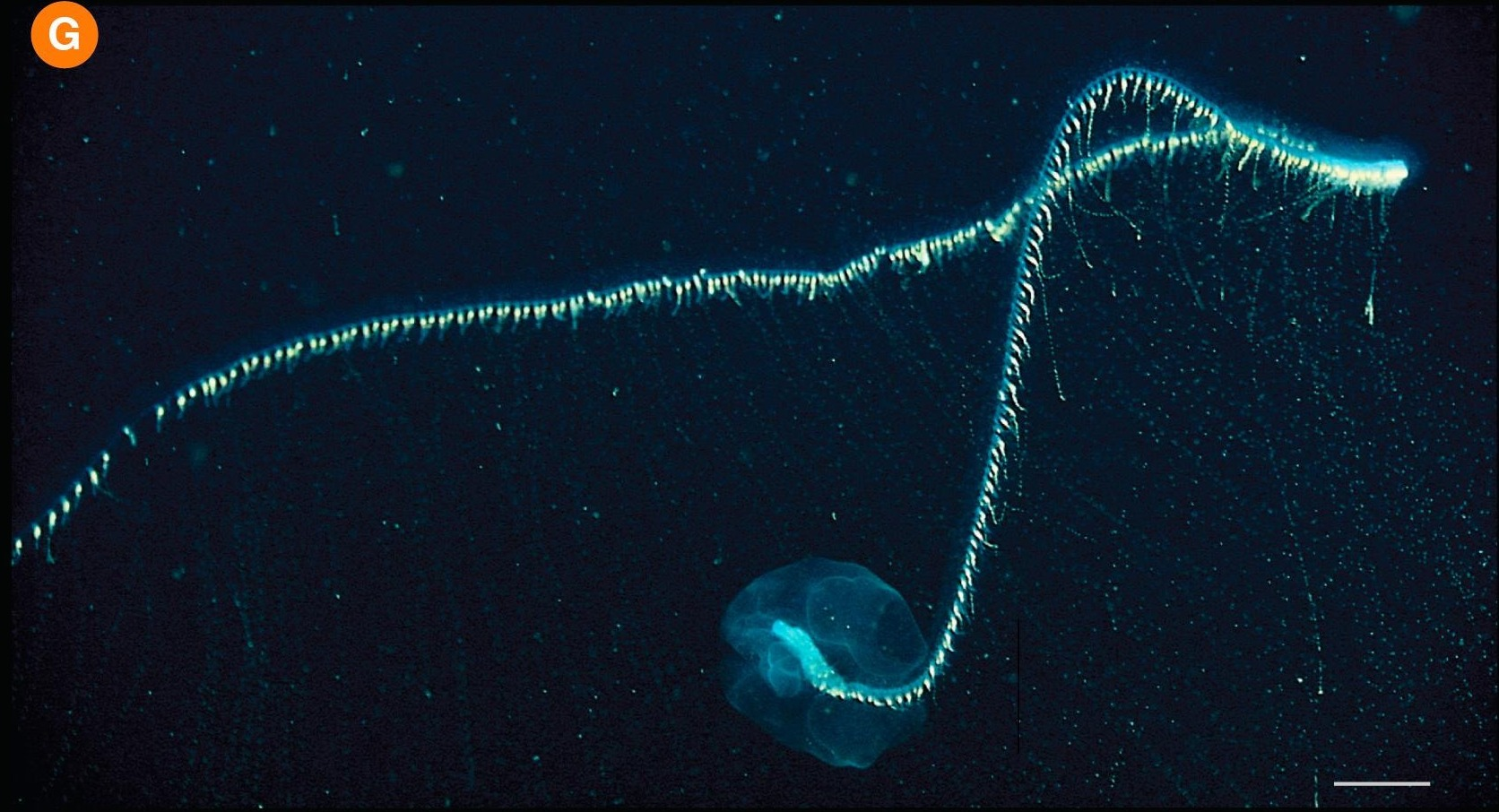

## Liste des espèces
Selon World Register of Marine Species (22 avril 2025) :
- Apolemia contorta (Margulis, 1976)
- Apolemia lanosa Siebert, Pugh, Haddock & Dunn, 2013
- Apolemia rubriversa Siebert, Pugh, Haddock & Dunn, 2013
- Apolemia uvaria (Lesueur, 1815)
- Apolemia vitiazi (Stepanjants, 1967)

## Systématique
Le nom valide complet (avec auteur) de ce taxon est Apolemia Eschscholtz, 1829,.
Apolemia a pour synonymes Tottonia Margulis, 1976.

## Publication originale
- (de) Fr. Eschscholtz, System der Acalephen. Eine ausführliche Beschreibung aller medusenartigen Strahltiere, Berlin, Ferdinand Dümmler, 1829, 190 p. (lire en ligne), p. 143-144.